# Souad al Sabah
Souad Al-Mubarak Al-Sabah (Kuwait, 22 de mayo de 1942) es una economista, escritora y poetisa kuwaití. 
Miembro de la familia gobernante, obtuvo un grado en economía y política en la Universidad de El Cairo en 1973 y un doctorado en economía de la Universidad de Surrey en Reino Unido en 1981, la primera mujer de Kuwait en lograr un doctorado de economía en inglés.

## Carrera
Al-Sabah es miembro del comité ejecutivo de la Organización Mundial de Mujeres del Sureste Asiático y del comité ejecutivo Foro Árabe Intelectual.

## Publicaciones
Directora de la Bolsa de valores de Kuwait,  ha escrito varias publicaciones relacionadas con economía en inglés como Development Planning in an Oil Economy and Kuwait: Anatomy of a Crisis Economy. Otros trabajos incluyen Wamdatt Bakira (Early Blinks), Lahathat min Umri (Moments of My Life) y poemas como  A Woman from Kuwait, My Body is a Palm Tree that Grows on a Bahr al-Arab, Female 2000, e Ingratitude..